# Katedrála v Bernu
Katedrála v Bernu, též katedrála svatého Vincenta, či bernský Münster je gotický kostel ve švýcarském městě Bern.

## Historie stavby

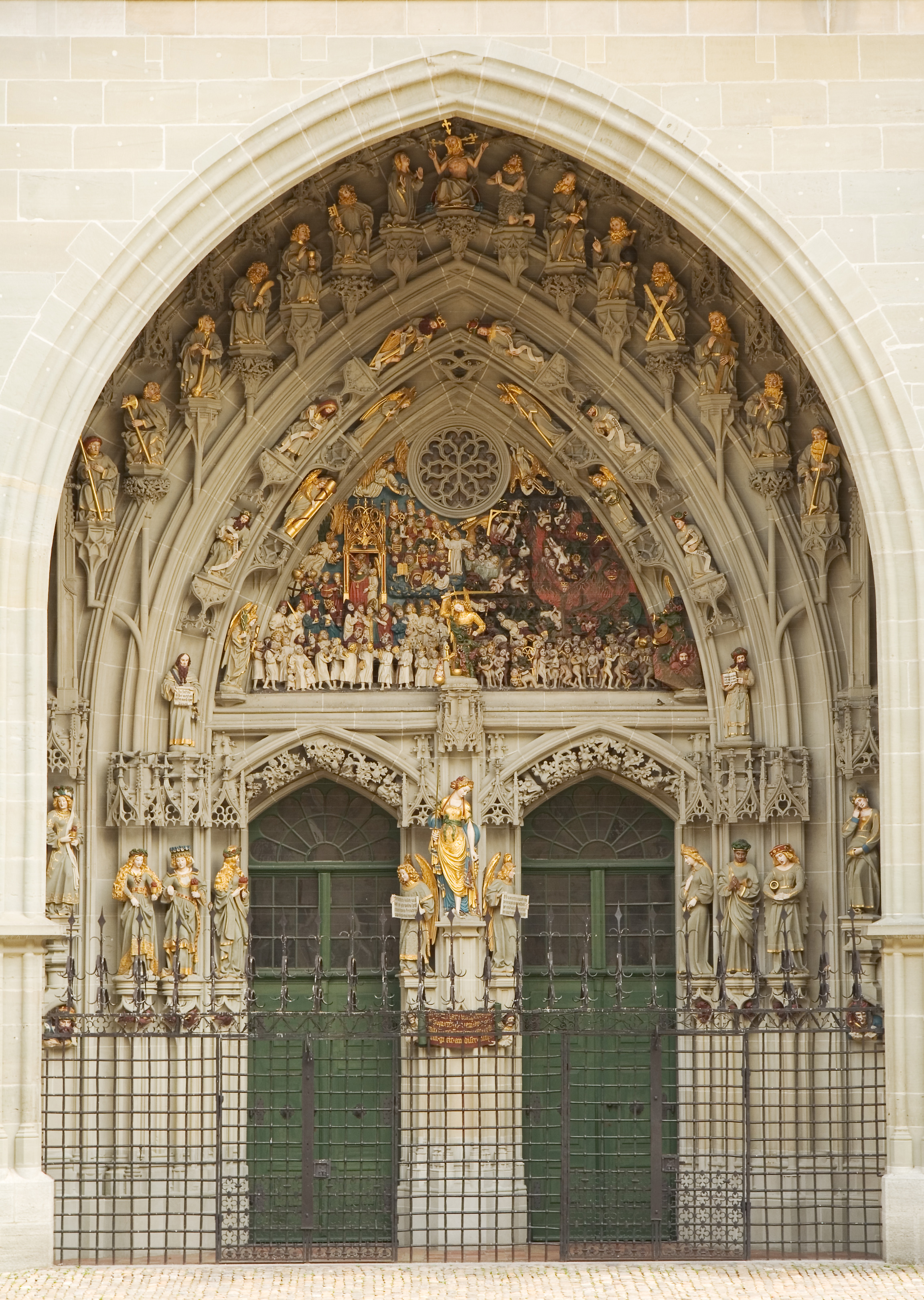
Portál bernského Münsteru

Stavba začala v roce 1421 pod vedením štrasburského stavitele Matthäuse Ensingera. Věž vysoká 100,6 metru byla dokončena až roku 1893 a činí z katedrály nejvyšší kostel ve Švýcarsku. Je 84,2 metru dlouhá a 33,68 metru široká. Většina budovy je postavena z místního pískovce, z lomu v Ostermundingenu. Základny sloupů, okna a sochy jsou však z kvalitnějšího modrého pískovce z lomu Gurten, jenž leží na jih od Bernu. Původně byl chrám katolický, od roku 1528 je protestantský.

## Gotická výzdoba portálu
Nad hlavním portálem je jedna z nejvýznamnějších sbírek pozdně gotických soch v Evropě. Skupina soch zobrazuje Poslední soud, v němž mají být bezbožní odděleni od spravedlivých. Unikátní je obzvláště ve Švýcarsku, neboť většina ostatních podobných děl se stala v minulosti obětí obrazoborectví kalvinistů. 47 velkých soch jsou repliky (originály jsou v Bernském historickém muzeu), 170 menších jsou však originály. Sochy jsou dílem vestfálského sochaře Erharda Künga.